# Florián (kommun)
Florián är en kommun i Colombia. Den ligger i departementet Santander, i den centrala delen av landet, 130 km norr om huvudstaden Bogotá. Antalet invånare är 6 378.